# Acadêmicos da Mocidade
O Grêmio Recreativo Escola de Samba Acadêmicos da Mocidade foi uma escola de samba de Maceió, Alagoas.

## História
O Acadêmicos da Mocidade foi fundada em 25 de dezembro de 2005 por integrantes do extinto bloco de samba Guardiões do Samba, tendo como fundador e primeiro presidente o sambista, cantor e compositor Fabian Costa.
O Acadêmicos da Mocidade foi extinto por falta de recursos e apoio dos setores público e privado. A escola originalmente era pertencente ao bairro do prado, e em seguida migrou para os bairros de ponta grossa e vergel. A escola chegou a realizar dois desfiles extra oficiais em periodos pré carnavalescos. Em um deles, homenageou Zumbi dos Palmares, e o outro, os 190 anos do estado das Alagoas. A escola chegou a ter uma bateria formada por 45 ritimistas e carros alegóricos.